# Anallacta undata
Anallacta undata är en kackerlacksart som först beskrevs av Henri Saussure och Leo Zehntner 1895.  Anallacta undata ingår i släktet Anallacta och familjen småkackerlackor.
Artens utbredningsområde är Madagaskar. Inga underarter finns listade i Catalogue of Life.

## Bildgalleri

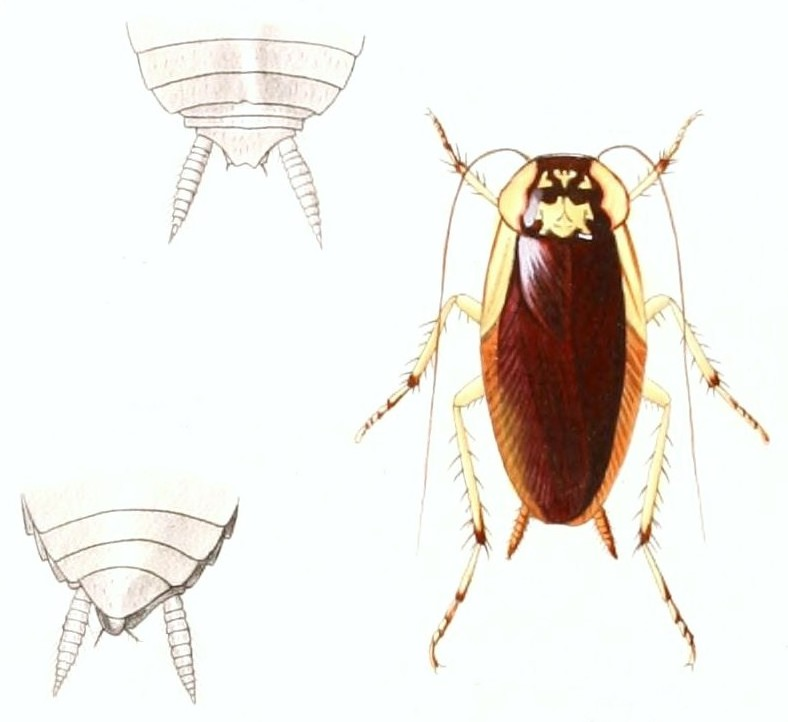
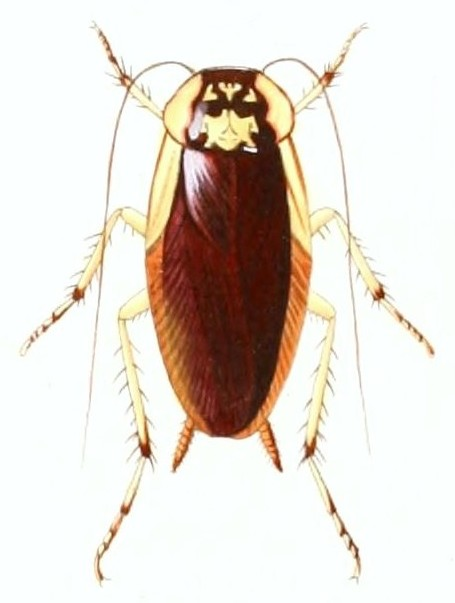